# 克里夫蘭 (印地安納州)
克里夫蘭（英語：Cleveland）是位於美國印地安納州漢考克縣的一個非建制地區。該地的面積和人口皆未知。